# Халтуринський провулок (Ростов-на-Дону)
Халтуринський провулок (рос. Халтуринский переулок)  — провулок у Ленінському та Октябрському районах Ростова-на-Дону. Названий на честь Степана Миколайовича Халтуріна. Раніше називався Нікольський провулок.

## Історія
Один із найстаріших провулків міста: будучи спочатку околицею, став провулком «середнього класу» — лікарів, юристів, дрібних купців.
Виняток становила ділянка у Генеральній балці між вулицями Садовою (зараз — Велика Садова) і Ковальськю (зараз — Пушкінська вулиця), що був заселений незаможним робочим класом та регулярно затоплювався.

## Цікаві факти
- Степан Халтурін, на честь якого і названо провулок, вчинив замах на царя Олександра II. Ніхто із царської родини не постраждав, але було вбито дев'ятнадцять і поранено сорок вісім солдатів.[2]
- Як і століттями раніше, на місці перетину провулка Халтуринського з вулицею Згоди, відбувається затоплення будинків[3].